# Duke Nukem (série de jeux vidéo)
Pour les articles homonymes, voir Duke Nukem (homonymie).
Duke Nukem est une série de jeux vidéo mettant en scène le personnage homonyme.

## Liste
- 1991 : Duke Nukem sur DOS. Le jeu qui a introduit le personnage. Il s'agit d'un jeu de plates-formes en deux dimensions.
- 1993 : Duke Nukem II sur DOS. Une suite toujours en jeu de plate-forme.
- 1996 : Duke Nukem 3D sur DOS, MacOS et Saturn. Premier épisode en 3D, il s'agit d'un jeu de tir à la première personne qui connut un grand succès.
- 1996 : Death Rally sur DOS. Un jeu de courses où Duke apparaît en tant que concurrent.
- 1997 : Duke Nukem 64 sur Nintendo 64 ;
- 1997 : Duke Nukem: Total Meltdown sur PlayStation ;
- 1997 : Duke : Été meurtrier sur DOS ;
- 1997 : Duke : Hiver nucléaire sur DOS ;
- 1997 : Duke à Washington sur DOS ;
- 1997 : Duke l'apocalypse sur DOS ;
- 1998 : Duke Nukem: Time to Kill sur PlayStation ;
- 1998 : Duke Nukem sur Game Boy Color ;
- 1999 : Duke Nukem: Zero Hour sur Nintendo 64. Différent de la version DOS.
- 2000 : Duke Nukem: Land of the Babes sur PlayStation ;
- 2002 : Duke Nukem Advance sur Game Boy Advance ;
- 2002 : Duke Nukem: Manhattan Project sur Windows ;
- 2011 : Duke Nukem Forever sur PC, PlayStation 3 et Xbox 360 ;
- 2011 : Duke Nukem: Critical Mass sur Nintendo DS.

### Autres
- 1997 : Balls of Steel sur PC, jeu de flipper disposant d'une table dédiée ; la voix off utilisée est celle de Jon St. John, l'ambiance est basée sur Hollywood Holocaust ; le jeu est édité par Pinball Wizards, faisant partie de 3D Realms

Duke apparaît aussi dans d'autres jeux, par exemple dans le jeu de course Death Rally, mais aussi dans un autre jeu de plate-forme d'Apogee Software : Cosmo Cosmic's Adventure.

### Jeux annulés
- Duke Nukem: Endangered Species est un jeu de tir à la troisième personne qui devait sortir en 2002 et fonctionner sur PC. Le jeu a été développé par Action Forms, édité par 3D Realms et devait être distribué par Gathering of Developers. Mais, quelques mois plus tard, Scott Miller annonça que le projet avait été annulé. L'histoire de ce jeu devait se dérouler dans la jungle.
- Duke Nukem: D-Day était prévu pour 2004 sur PlayStation 2, mais fut annulé.

## Adaptation cinématographique
En 1998, la société Threshold signe un contrat avec 3D Realms et GT Interactive pour porter Duke Nukem à l'écran. En février 1999, le projet est officiellement annoncé et il est précisé que l'intrigue doit mélanger l'histoire des différents Duke Nukem. Selon le producteur du film, Lawrence Kasanoff, dans une interview de mai 1999, le projet est bien parti, le scénario est en route et respecte la personnalité et l'univers de Duke, et le film doit contenir « un maximum d'action et de scènes à rebondissements ».
En 2001, les droits d'exploitation cinématographique sont repris par Dimension Films sans aucune information sur sa sortie ou la distribution des rôles mais précisant qu'il pourrait être interdit aux moins de 13 ans (PG 13) aux États-Unis. Ben Affleck et le catcheur Dwayne "The Rock" Johnson sont approchés pour incarner Duke Nukem. La firme espérait profiter du charisme du personnage pour commencer une franchise à la manière des films La Momie ou Men in Black.
En 2008, selon le producteur Scott Faye, le film ne serait pas abandonné et le scénario en cours d'écriture.
En 2018 le catcheur John Cena est pressenti pour tenir le rôle de Duke Nukem.

## Produits dérivés
En 1999, Bandai commercialise une collection de figurines Duke Nukem. La présence de ces figurines dans les magasins de jouets lance une polémique car l'univers de Duke Nukem est censé s'adresser à un public mûr. En 2004, l'organisation Media Watch avait même lancé un appel au boycott de Toys “R” Us, considérant la firme comme le principal distributeur des jeux Duke Nukem.